# Pharnacia sumatrana
Pharnacia sumatrana är en insektsart som först beskrevs av Brunner von Wattenwyl 1907.  Pharnacia sumatrana ingår i släktet Pharnacia och familjen Phasmatidae. Inga underarter finns listade i Catalogue of Life.